# Amtsgericht Kempten

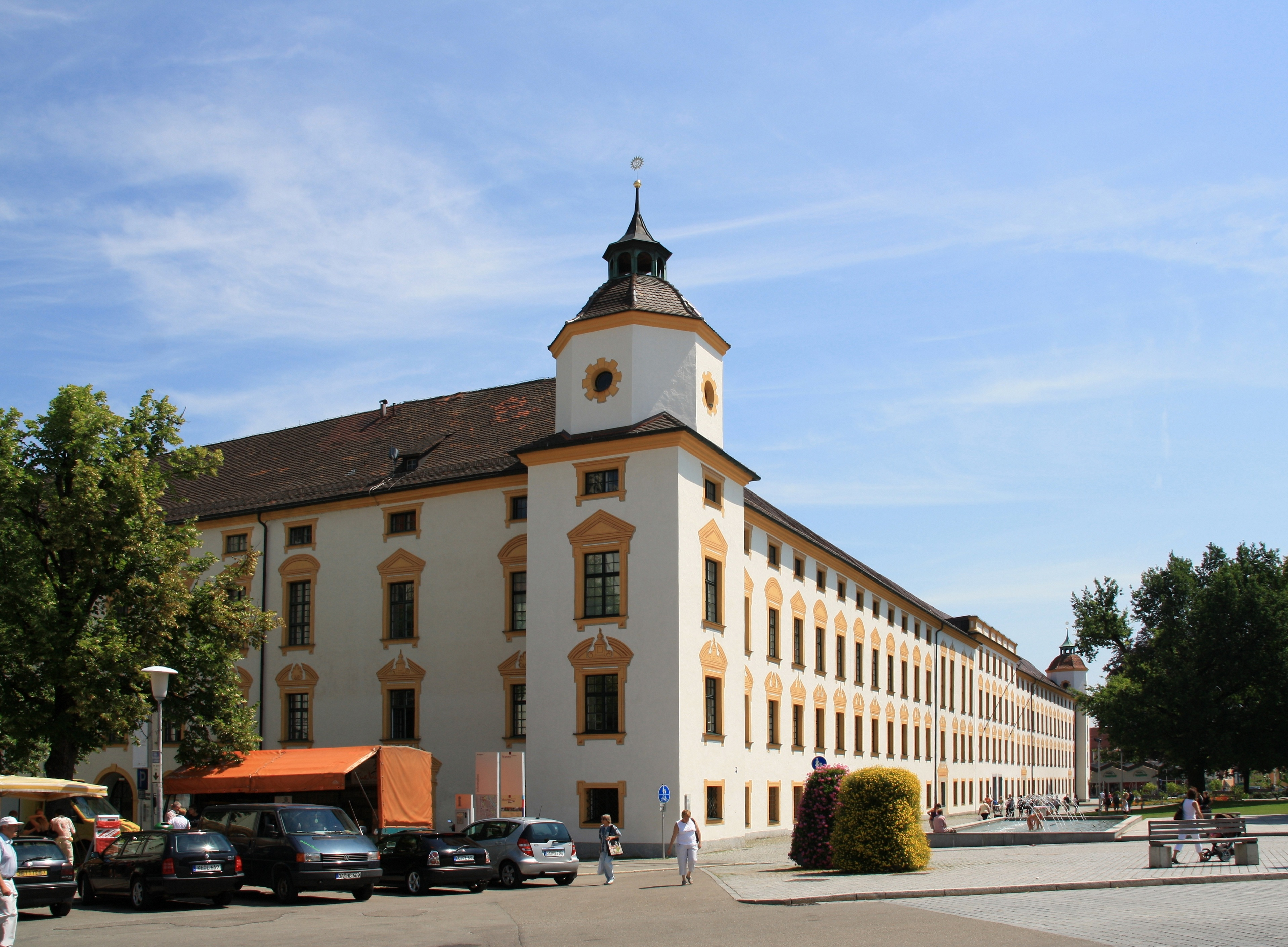
Das Amtsgericht tagt in der Fürstäbtlichen Residenz

Das Amtsgericht Kempten ist ein Gericht der ordentlichen Gerichtsbarkeit und eines von 73 Amtsgerichten in Bayern. Es hat seinen Sitz in den Räumen der Fürstäbtlichen Residenz in Kempten (Allgäu). Es ist aufgrund der Sonderzuweisung aus (§ 11a StPO) auch für Straftaten zuständig, die  von Soldatinnen und Soldaten der Bundeswehr in besonderer Auslandsverwendung außerhalb des Geltungsbereichs der Strafprozessordnung begangen wurden.

## Geschichte
Im Jahr 1802 vollzogen kurfürstlich bayerische Truppen die Mediatisierung der Reichsstadt und die Säkularisation des Fürststifts Kempten. 1804 wurde in der Folge ein Landgericht älterer Ordnung in Kempten errichtet. Das Bezirksamt Kempten übernahm bei der Trennung von Verwaltung und Rechtsprechung im Jahr 1862 die Verwaltungsaufgaben vom Landgericht. Mit Inkrafttreten des Gerichtsverfassungsgesetzes am 1. Oktober 1879 wurde ein Amtsgericht in Kempten gebildet, dessen Sprengel identisch mit dem vorherigen Landgerichtsbezirk Kempten war. Das Amtsgericht ist für die Stadt Kempten (Allgäu) und den ehemaligen Landkreis Kempten (Allgäu) zuständig. Die ehemalige Zweigstelle Sonthofen ist seit dem 3. Februar 2008 ein eigenständiges Amtsgericht.
Das Amtsgericht Kempten ist dem Landgericht Kempten unterstellt, das aus dem 1857 gegründeten Bezirksgericht Kempten hervorging.
Durch eine Änderung der StPO wurde dem Amtsgericht Kempten am 1. April 2013 auch die Zuständigkeit für Straftaten übertragen, die von Soldatinnen und Soldaten der Bundeswehr in besonderer Auslandsverwendung außerhalb des Geltungsbereichs der StPO begangen wurden. Grund für die Wahl des Gerichtsstands bei den für die Stadt Kempten zuständigen Gerichten war, dass die Staatsanwaltschaft Kempten bereits aufgrund eines entsprechenden Erlasses des Bayerischen Staatsministeriums der Justiz als Schwerpunktstaatsanwalt für den Bereich des Freistaates Bayern für die Verfolgung von Straftaten zuständig war, die Soldaten in Ausübung des Dienstes im Rahmen von Auslandseinsätzen zur Last gelegt werden. Dadurch waren bei den für Kempten zuständigen Justizbehörden schon entsprechende Erfahrungen vorhanden, auf die bei der Ausdehnung der örtlichen Zuständigkeit auf das gesamte Bundesgebiet aufgebaut werden konnte.

## Personen
Im Amtsgericht sind insgesamt 14 Richter, 80 Beamte und neun Gerichtsvollzieher tätig.
Bekannte Personen des Gerichts sind bzw. waren:
- Ernst Führich
- Alexander Hold